# Morzyk sędziwy
Morzyk sędziwy, nurniczek sędziwy (Synthliboramphus antiquus) – gatunek średniej wielkości ptaka morskiego z rodziny alk (Alcidae). Występuje na wybrzeżach i wodach przybrzeżnych północnego Pacyfiku. Nie jest zagrożony wyginięciem.

## Systematyka
Gatunek ten po raz pierwszy zgodnie z zasadami nazewnictwa binominalnego opisał Johann Friedrich Gmelin pod nazwą Alca antiqua. Opis ukazał się w 1789 roku w 13. edycji linneuszowskiego „Systema Naturae”. Jako miejsce typowe autor wskazał obszar morski pomiędzy Kamczatką i Wyspami Kurylskimi a zachodnim wybrzeżem Ameryki Północnej, czyli chodziło o Morze Beringa. Obecnie gatunek umieszczany jest w rodzaju Synthliboramphus.
Wyróżnia się dwa podgatunki S. antiquus:
- S. antiquus antiquus (J.F. Gmelin, 1789) – podgatunek nominatywny;
- S. antiquus microrhynchos Stepanyan, 1972.

## Zasięg występowania
Morzyk sędziwy występuje od Morza Żółtego przez pacyficzne wybrzeża Rosji i Archipelag Aleutów po Wyspy Królowej Charlotty u wybrzeży Kolumbii Brytyjskiej (południowo-zachodnia Kanada), gdzie połowa globalnej populacji tego gatunku odbywa lęgi.
Część populacji migruje w czasie zimy na południe, w Ameryce Północnej aż do Kalifornii, rzadziej do północno-zachodniego Meksyku (Kalifornia Dolna). Pojedyncze osobniki są spotykane w głębi Ameryki Północnej, lecz jest to przypuszczalnie rezultat zboczenia z kursu w czasie jesiennych burz. Najodleglejszym przypadkiem spotkania tego stosunkowo krótkodystansowego ptaka pacyficznego był osobnik odnotowany na wyspie Lundy (Devon, Wielka Brytania) wiosną 1990 r. Ten sam ptak powrócił na wyspę jeszcze raz podczas następnej wiosny.
Poszczególne podgatunki zamieszkują:
- S. antiquus antiquus – wybrzeża od Kamczatki po Morze Żółte, Wyspy Kurylskie; od Aleutów do zachodniej Kolumbii Brytyjskiej;
- S. antiquus microrhynchos – odbywa lęgi tylko na Wyspach Komandorskich (na wschód od Kamczatki, północno-wschodnia Rosja).

## Morfologia
Długość ciała 24–27 cm; masa ciała 177–249 g, średnio około 206 g; rozpiętość skrzydeł 40–43 cm.
Ptak ten ma czarną głowę, gardło i kark, szary lub ciemnoszary grzbiet i biały spód ciała. Żółty dziób jest krótki i masywny. Ogon jest krótki i zaokrąglony. Osobniki dorosłe w letniej szacie mają białe smugi na głowie.

## Ekologia i zachowanie

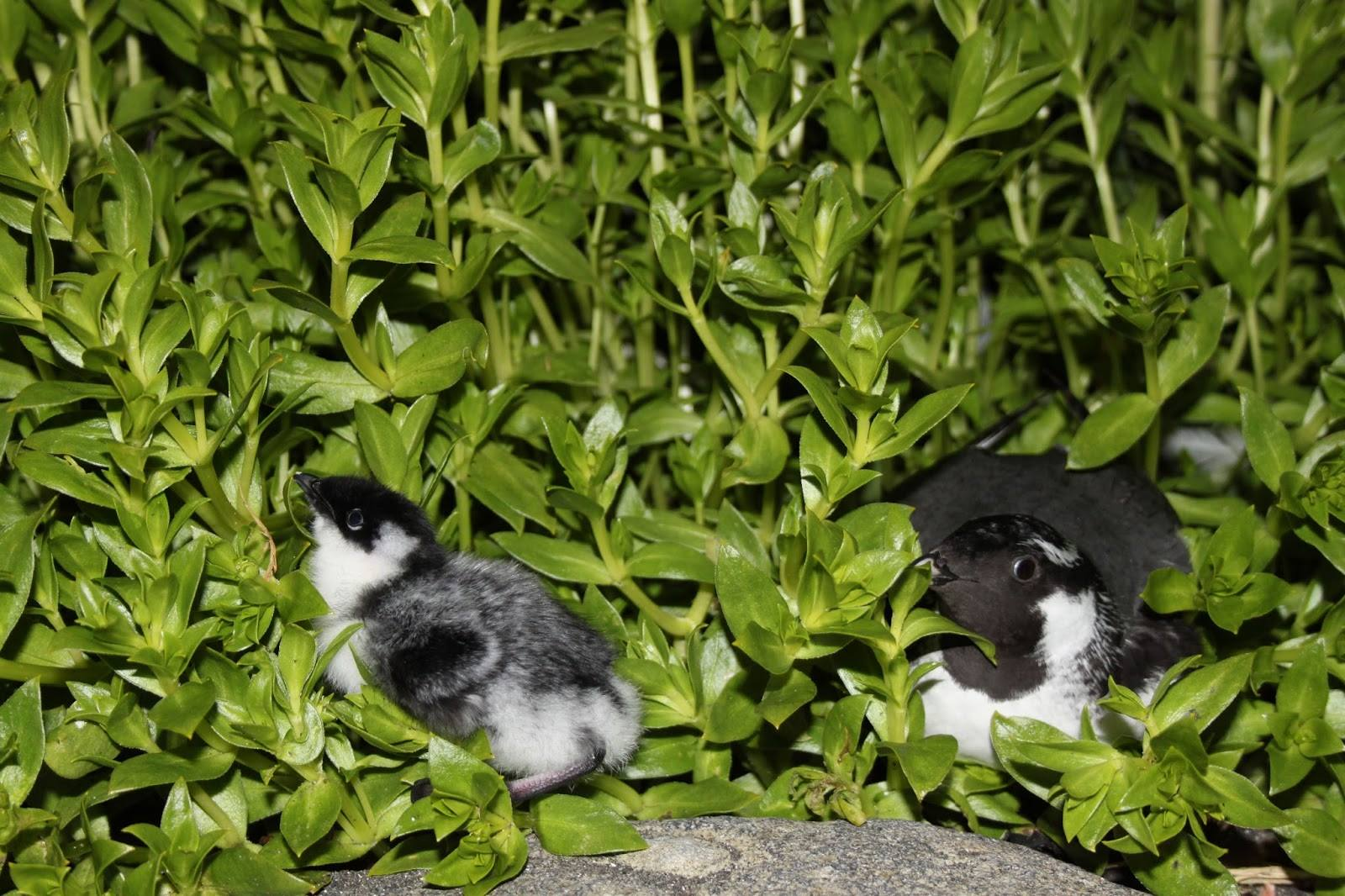
Pisklę i osobnik dorosły

Gatunek odbywa lęgi w koloniach. Składa przeważnie 2 (niekiedy jedno) jaja w jamach wydrążonych w glebie leśnej pośród korzeni drzew, pod kłodami lub pośród traw, sporadycznie w otworach skalnych. Morzyki opuszczają swoje gniazda w nocy i powracają o świcie, przypuszczalnie w celu zmniejszenia narażenia młodych na drapieżniki i być może z tych samych powodów młode nigdy nie są karmione w gnieździe, tylko zabierane po 1-3 dniach od wyklucia. Po opuszczeniu gniazda młode biegną do morza, lokalizują rodziców po odgłosach i pełna już rodzina niezwłocznie płynie na głębokie morze, przez co najmniej 12 godzin. Potem młode są karmione przez rodziców wyłącznie na otwartym morzu przez ponad miesiąc.
W locie morzyki przechylają się z jednej strony na drugą, w większym stopniu niż inne małe alki. Latają szybko uderzając skrzydłami, odpowiednio do ich niewielkiej długości. Tak jak inne alki, morzyk sędziwy poluje nurkując pod wodą. Jego dieta jest słabo poznana. W zimie żywią się skorupiakami, a w lecie małymi rybami i także skorupiakami.

## Status
IUCN uznaje morzyka sędziwego za gatunek najmniejszej troski (LC, Least Concern). W 1996 roku liczebność światowej populacji szacowano na 1–2 miliony osobników. Trend liczebności populacji oceniany jest jako spadkowy.
Morzyk sędziwy jest uznany za gatunek wymagający „specjalnej troski” (ang. Special Concern) przez Komitet ds. Statusu Zagrożenia Dzikiej Przyrody w Kanadzie, ponieważ populacja została znacząco zmniejszona w XX w. głównie przez drapieżne ssaki introdukowane na wyspy, na których ptaki te odbywają lęgi. Niektóre podejmowane w ostatnich latach działania ochronne pomagają odwrócić ten malejący trend.